# Глиномішалка

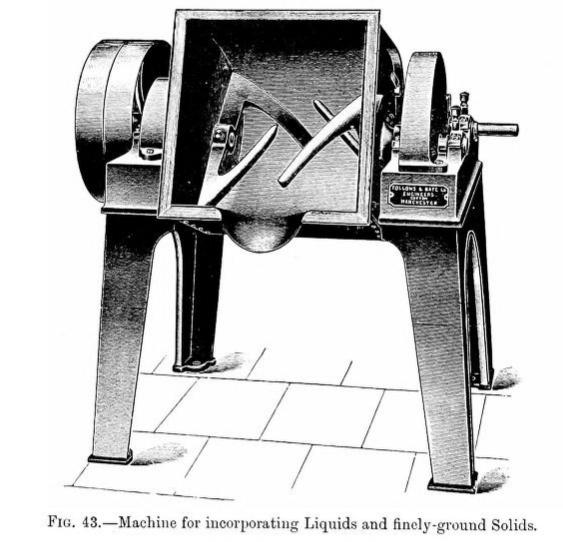
Машина для перемішування рідин та тонко подрібнених твердих речовин

Глиномішалка (рос. глиномешалка, англ. clay mixer, pug mill, нім. Tonmischer m, Tonkneter m) — апарат для приготування, обробки хімічними реагентами і обважнювачами бурових розчинів. Застосовуються механічні і гідравлічні глиномішалки. Крім того, в Україні запропоновані магнітоелектричні глиномішалки без обертальних елементів. Продуктивність глиномішалок від 4-6 до 90 м³/год.
Однією із різновидів механічних глиномішалок є фрезерно-струминний млин (ФСМ), який використовують для обважнення і приготування бурової промивальної рідини.
Гідравлічна мішалка ежекторного типу (гідролійка) використовується для приготування і обважнення промивних рідин із порошкоподібних матеріалів. Найбільше розповсюдження дістала гідравлічна мішалка ГДМ–1. Вона складається з лійки для завантаження глинопорошку або обважнювача, сопла, камери змішування, зливних отворів, бака, які змонтовані на рамі.